# Дрождієнь
Дрождієнь (рум. Drojdieni) — село у Ніспоренському районі Молдови. Входить до складу комуни, адміністративним центром якої є село Шишкань.

## Населення
За даними перепису населення 2004 року у селі проживали 482 особи.
Національний склад населення села:
| Національність   | Кількість осіб | Відсоток   |
| ---------------- | -------------- | ---------- |
| молдавани румуни | 476 4          | 98,8% 0,8% |
| українці         | 1              | 0,2%       |
| росіяни          | 1              | 0,2%       |
| Всього           | 482            | 100%       |